# 第四艦隊事件
第四艦隊事件（だいよんかんたいじけん）は、1935年（昭和10年）岩手県沖で台風により大日本帝国海軍（以下日本海軍、もしくは海軍と略）の艦艇が被った大規模海難事故である。
これにより、船体の強度や設計に問題があることが判明し、前年に発生した友鶴事件と共に、後の海軍艦艇の設計に大きな影響を与えた。

## 事件の経過

### 海難前
日本海軍は前年（1934年）に起こった水雷艇友鶴の転覆事件に鑑み、保有艦艇の復原性改善工事を終了していた。さらにロンドン海軍軍縮条約の失効と国際情勢の悪化に伴い、海軍力の拡充に奔走していた。
1935年、昭和10年度海軍大演習のため臨時に編成された第四艦隊（第二期編成・司令長官松下元中将）は、岩手県東方沖250海里での艦隊対抗演習に向かうため9月24日から9月25日にかけ、補給部隊・水雷戦隊・主力部隊・潜水戦隊が函館港を出港した。

### 海難
すでに台風の接近は報じられており、9月26日朝の気象情報により、午後には艦隊と台風が遭遇することが明らかになった。そのため、反転して回避する案も出されたが、すでに海況は悪化しており、多数の艦の回頭による接触・衝突も懸念された。また、「大戦において、台風という荒天下での開戦もあるはず」という台風の克服も艦隊の練度向上になると判断され、予定通りに航行を続けた。主力部隊は台風の中心に入り、最低気圧960mbar（1mbar（ミリバール） = 1hPa（ヘクトパスカル））と最大風速34.5m/sを観測、右半円に入った水雷戦隊は36m/sを記録し、波高20mに達する大波（三角波）が発生した。その結果、転覆・沈没艦は無かったものの、参加艦艇（41隻）の約半数（19隻）が何らかの損傷を受けた。
特に主力部隊から約200km南東を進んでいた水雷戦隊は、台風右側の危険半円に入っており、最大瞬間風速は45-50 m/sに達して大きな被害を受けた。水雷戦隊にいた最新鋭の吹雪型（特型）駆逐艦2隻（「初雪」「夕霧」）は、波浪により艦橋付近から前の艦首部分が切断されるという甚大な被害を受けた。なおこの際、初雪の艦首を発見した羽黒は、曳航を試みるものの高波のため断念した。さらに艦首部には暗号解読表などの機密書類を保管している電信室があり、漂流した結果他国の手に渡ってしまう事態を回避するため、艦首部にいると推測された生死の確認が取れない24名の乗員は救出の見込みもない状況ではあったが、状況的にも全員死亡している可能性が高いと判断され、やむなく艦砲射撃で沈めている。

## 一覧

### 艦隊編成

#### 第一期編成
7月20日から9月20日までの編成。
- 独立旗艦：足柄
- 第5戦隊：妙高、那智、羽黒
- 第9戦隊：天龍、北上、大井、木曾
- 第3水雷戦隊：鬼怒
  - 第4駆逐隊：秋風、帆風、羽風
  - 第23駆逐隊：菊月、三日月、望月、夕月
  - 第30駆逐隊：睦月、如月、弥生、卯月
- 第4水雷戦隊：那珂
  - 第7駆逐隊：曙、朧、潮
  - 第8駆逐隊：夕霧、天霧
  - 第11駆逐隊：白雪、初雪
  - 第12駆逐隊：叢雲、薄雲、白雲
- 第3潜水戦隊：迅鯨
  - 第19潜水隊：伊56、伊57、伊58
  - 第27潜水隊：呂65、呂66、呂67
  - 第30潜水隊：伊65、伊66、伊67
- 付属：神威、能登呂、鳴戸、間宮、第一航空隊
  - 第26駆逐隊：栗、楡、栂、柿

#### 第二期編成
9月21日からの編成。10月7日、大演習終了に伴い解散。
- 第2戦隊：足柄、川内、大鯨
- 第5戦隊：（第一期編成と同じ）
- 第7戦隊：最上、三隈
- 第9戦隊：（第一期編成と同じ）
- 第3水雷戦隊：（第一期編成と同じ）
- 第4水雷戦隊：（第一期編成と同じ）
- 第3潜水戦隊：（第一期編成と同じ）
- 第一航空戦隊：（第一艦隊から貸与）鳳翔、龍驤
  - 第5駆逐隊：朝風、春風、松風、旗風
- 付属：神威、鶴見、厳島

### 損害
- 駆逐艦 初雪、夕霧は艦首側の主砲付近で艦体が切断
- 駆逐艦 睦月、菊月、朝風が艦橋大破
- 駆逐艦 三日月の艦橋とマストが大破
- 航空母艦 鳳翔：前、後部及び側面の飛行甲板損傷
- 航空母艦 龍驤：高波により艦橋圧壊
- 重巡洋艦 妙高：船体中央部の鋲（びょう）が弛緩
- 軽巡洋艦 最上：艦首部外板に亀裂が発生
- 潜水母艦 大鯨：船体中央水線部及び艦橋前方上方外板に圧力による大型の曲がりが発生（大鯨は艦体製造に電気溶接を全面的に取り入れた最初の艦）
- 駆逐艦 初雪の切断された艦首等にて殉難者24名
- その他駆逐艦多数の上部構造物に損傷

## 原因
演習終了後となる10月1日、査問委員会（委員長、野村吉三郎大将）が組織され、原因の検討が行われた。その結果、新鋭艦の損傷が大きいため、それらに大規模に使用された溶接部の強度不足が主たる原因とされた。しかし現在では、それと異なり「太平洋における台風圏の波浪に対する知識の不足からくる艦体設計強度の問題」と考えられている。さらにワシントン海軍軍縮条約及びロンドン海軍軍縮条約（以下軍縮条約）からくる海軍側の要求により、艦体をできるだけ軽量化したため強度に余裕が無かったことも要因に挙げられる。
1. 当時世界的に想定されていた「荒天時の波浪」は、波高／波長の比が1／20の波だったが、第四艦隊が遭遇した波浪は各艦の観測によれば（数字の信頼性に若干疑問があるが）1/10に達し、当時の艦体設計強度を遥かに超える海況であった。
2. 軍縮条約により保有艦艇数の制限を受けた結果、規定内での排水量を確保しつつ一艦ごとの戦闘力を引き上げるため、できうる限りの武装を装備することになった。その結果、船体強度を計算値ぎりぎりに下げられていた。
3. この事件の前、同年7月の艦体異常の報告（牧野造船少佐による特型駆逐艦の艦体強度に対する提言）があったのにもかかわらず訓練を強行させた。

これらの原因が重なり（当時の溶接技術の不備も原因のひとつ）これほどの惨事となった。
造船技術者の回想によれば、従来、船の前後方向中央に加わる力を大きくしていた設計を、特型駆逐艦では、全体に力を分散させる設計に変えた。二連装の大砲が載った長い船首楼の後端の元々断面係数の実効値が小さくなる部分に広い士官室と重油タンクを配置したという構造上の問題もあり、艦橋付近に位置する船首楼の後端（フォクスルエンド）が弱くなっていた。

## 結果
前年に起こった友鶴事件と合わせ、軍縮条約下で建造された全艦艇のチェックが行われ、ほぼ全艦が対策を施されることになった。主な対策は、船体強度確保のための補強工事、及び軽量化のための武装の一部撤去（復原性への改良は友鶴事件の影響が大きい）となった。しかし、実際にこの問題の解決には、船体強度の向上が必要であり、具体的には、船の構造、鋼材の開発、さらには各周波数への振動や温度変化による船体各部の疲労、さらには船体の調査方法（超音波による非破壊検査）までの研究が必要であったが、当時はそこまでの調査研究はなされなかった。
結論として、船体強度を増すことが優先され、これ以降の艦艇は、リベット中心による建造に戻ることとなった。電気溶接の技術向上の研究はその後も続けられ、強度の不要な部分に用いられており、戦時標準船や松型駆逐艦、海防艦の建造を行う際ブロック工法（これは戦後、日本が造船王国になる下地となった）と共に全面採用されているものの、日本海軍の造船技術は軽量化という面で、他の海軍先進国より遅れをとることとなった。
また気象学では、広範囲に多数の艦が気象観測を行なったことにより、台風の構造を知る上で貴重なデータが得られた。資料は極秘扱いとなったが、戦後公開された。その後1969-70年に、就役5年未満の鉱石運搬船が同様の海洋現象により、船体強度と構造の脆弱性から相次いで沈没したことが明らかになった。

## 事件を題材とした作品
- 吉村昭「艦首切断」 『空白の戦記』（新潮文庫、2003年） ISBN 4-10-111709-8 所収